# اسامه جلال
اسامه جلال (انگلیسی: Osama Galal؛ زادهٔ ۱۷ سپتامبر ۱۹۹۷) بازیکن فوتبال اهل مصر است که در حال حاضر برای باشگاه فوتبال پیرامیدز بازی می‌کند. 
از باشگاه‌هایی که در آن بازی کرده است می‌توان به باشگاه فوتبال انپی اشاره کرد.
وی همچنین در تیم‌های ملی فوتبال زیر ۲۰ سال مصر، زیر ۲۳ سال مصر، و مصر بازی کرده است.